# فرد مور
فرد مور (بالفرنسية: Fred Moore) (8 أبريل 1920 بريست (فرنسا) فرنسا - 17 سبتمبر 2017 ليزانفاليد فرنسا) هو عسكري فرنسي يحمل رتبة عقيد، شارك في الحرب العالمية الثانية.